# Arcani
Gli arcani  (o areani, o angariani) sono un antico corpo paramilitare romano, menzionato dallo storico Ammiano Marcellino (IV secolo).

## Storia
Nelle sue Res Gestae (XXVIII, 3,8), Ammiano scrive che nel 369 il comes rei militaris Teodosio, padre del futuro imperatore Teodosio I, conducendo una vittoriosa campagna militare per la liberazione della Britannia dai barbari che vi erano dilagati, rimosse dai loro acquartieramenti gli Arcani, «genus hominum a veteribus institutum... paulatim prolapsos in vitia» ("categoria di uomini di antica istituzione che a poco a poco si erano corrotti", accusati di collaborazionismo col nemico in occasione della cosiddetta "Grande cospirazione". Le informazioni fornite da Ammiano Marcellino lasciano supporre che costoro costituissero una sorta di polizia segreta, assimilabile a quella degli agentes in rebus, forse specifica della Britannia, come ha supposto André Piganiol, avente il compito, secondo la narrazione di Ammiano Marcellino, di «sparpagliarsi in tutte le direzioni per riferire poi ai nostri generali le voci riguardanti i popoli vicini». Dal medesimo passo delle Storie si evince che Ammiano aveva fornito ulteriori informazioni sugli arcani anche nelle vicende relative all'augusto Costante I, ma il relativo libro delle Storie è andato perduto.
Il nome "arcani", sebbene appaia suggestivamente appropriato a un corpo dei servizi segreti, è invece frutto di congettura: nei codici (codici vaticani 1873 e 2969), e ancora nelle edizioni di Johann Froben (XVI secolo) e di Mueller, si legge "areanos" (ipotesi ancora sostenibile secondo Marie-Anne Marié), per cui Johann Augustin Wagner propose l'emendazione "angarianos" e infine Heraeus "arcanos", per lo più accolta nelle edizioni moderne, interpretando il guasto nel testo come un errore di minuscola.